# АЭС Фламанвиль
АЭС Фламанвиль (фр. Centrale nucléaire de Flamanville) — действующая атомная электростанция на северо-западе Франции в регионе Нижняя Нормандия.
Станция расположена на полуострове Котантен на берегу пролива Ла-Манш на территории коммуны Фламанвиль в департаменте Манш в 23 км на юго-запад от города Шербур.
В состав АЭС входит два энергоблока, на которых установлены реакторы с водой под давлением (PWR) P4 разработки Framatome. Электрическая мощность каждого реактора — 1300 МВт. АЭС вырабатывает около 4 % всей потребляемой электроэнергии во Франции.

## Первая очередь

### Инциденты
25 октября 2012 года на АЭС Фламанвиль случилась авария — произошла утечка радиации внутри одного из реакторов. В момент инцидента этот реактор находился на техническом обслуживании, на последней стадии запуска. В результате реактор был снова полностью остановлен. Утечка была столь незначительна, что даже не потребовалась эвакуация персонала.
9 февраля 2017 года около 10:00 в машинном зале энергоблока № 1 произошел взрыв, по сообщению издания Ouest-France со ссылкой на свои источники. После взрыва на АЭС произошел пожар, но это случилось «вне ядерной зоны». Пять человек получили легкое отравление, их состояние не вызывает опасений. В префектуре заявили, что нет никакого риска радиационного заражения. После инцидента реактор №1 был остановлен.

## Вторая очередь
С декабря 2007 года на промплощадке "Фламанвиль-3" АЭС идет сооружение нового (демонстрационного) европейского реактора третьего поколения EPR (англ. European Pressurized Reactor) мощностью 1650 МВт. Это будет третий реактор на АЭС Фламанвиль и второй экземпляр строящегося реактора EPR.
Строительство нового реактора вызывает массовые протесты[кого?]. По мнению ряда экспертов доля атомной энергетики во Франции чересчур велика, что уже создает определенные проблемы для энергосистемы страны.
С 19 октября 2005 г. по 18 февраля 2006 г. проект находился на общенациональном общественном обсуждении. 4 мая 2006 года совет директоров EDF принял решение начать строительство.
В период с 15 июня по 31 июля 2006 г. в подразделении было проведено общественное расследование, в результате которого было дано «положительное заключение» по проекту. Летом того же года на площадке начались подготовительные работы.
Планировалось, что в проект будет вложено около 3,3 млрд евро, но оценка затрат на 2019 г. составляет 12,4 млрд евро. Пьер Московичи, председатель Счетной палаты, 9 июля 2020 года выступил с заявлением в связи с публикацией отчета о ситуации на строительстве Flamanville 3 — отчёт Счетной палаты показывает, что стоимость может составить 19,1 миллиарда евро с учетом дополнительных расходов, связанных с задержкой строительства.

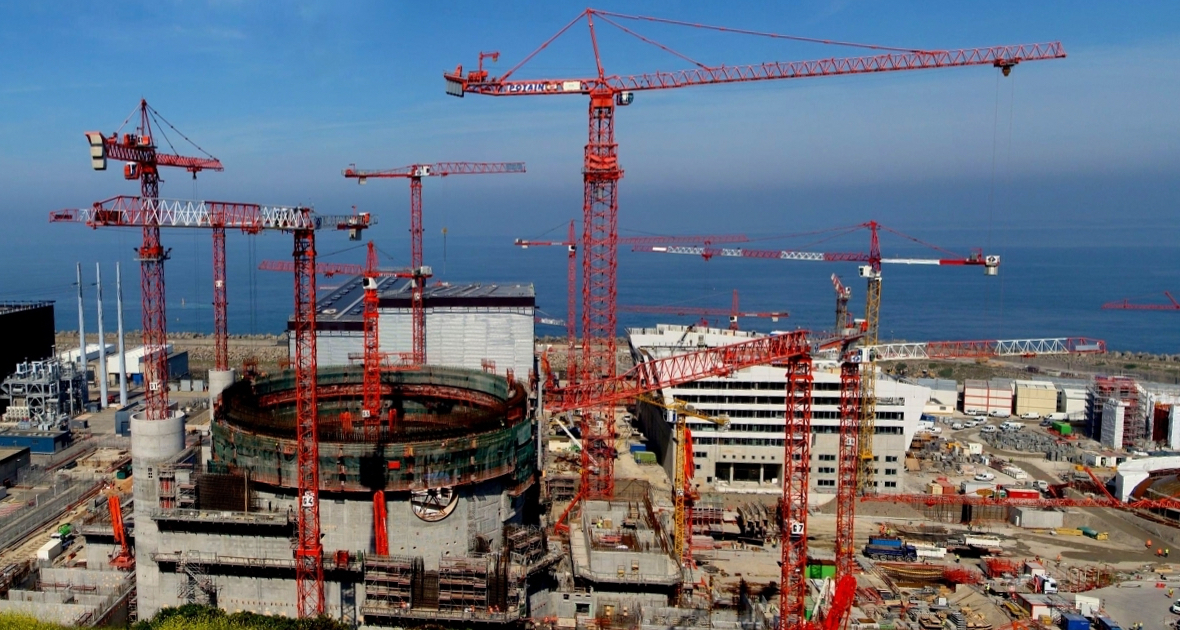
Строительная площадка энергоблока Фламанвиль 3 в 2010 году

6 декабря 2007 был залит первый бетон в фундамент реактора.
Ожидалось, что строительство продлится 54 месяца, а ввод в эксплуатацию планировался на 2012 год, но из-за многочисленных технических проблем был перенесен на 2016 год.
В апреле 2008 года французское управление по ядерной безопасности (Autorité de sûreté nucléaire, ASN) сообщило, что четверть проверенных сварных швов вторичной защитной оболочки не соответствуют нормам и что в бетонном основании были обнаружены трещины. EDF заявила, что по этим вопросам был достигнут прогресс, однако 21 мая ASN приказал приостановить заливку бетона на этом участке. Через месяц работы по бетонированию возобновились после того, как ASN одобрило план корректирующих действий EDF.
В 2015 году на верхней и нижней частях корпуса реактора был обнаружен производственный брак — повышенное содержание углерода в стали, что снижает прочность корпуса ниже заложенной нормы. Это в свою очередь ведет к возможным рискам безопасной работы третьего реактора АЭС Фламанвиль. Компания-разработчик развивает процедуру оценки, которая позволила бы оценить, допустима ли проектная эксплуатация реактора с выявленным браком. Пуск третьего энергоблока перенесен на конец 2018 года.
Строительство Фламанвиль-3 сопряжено со значительными убытками. По оценке разработчика EPR стоимость его сооружения должна была составлять 1 миллиард евро. Контракт на строительство предусматривал затраты на уровне 3 миллиарда евро.
В мае 2009 года профессор Стивен Томас сообщил, что после 18 месяцев строительства и после ряда проблем с контролем качества проект «превышает бюджет более чем на 20 процентов, и EDF изо всех сил пытается уложиться в график».
На 2015 год затраты достигли 8,5 миллиарда евро.
В августе 2010 года ASN сообщил о дальнейших проблемах со сваркой вторичной защитной оболочки. В том же месяце EDF объявила, что расходы увеличились на 50 %, до 5 млрд евро, а ввод в эксплуатацию откладывается примерно на два года, до 2014 года.
В июле 2011 года EDF объявила, что сметные расходы увеличились до 6 млрд евро, а завершение строительства  отложено до 2016 года.
3 декабря 2012 года EDF объявила, что сметные расходы увеличились до 8,5 млрд евро.
Тогда же итальянская энергетическая компания Enel объявила, что отказывается от своей 12,5 % доли в проекте и пяти будущих EPR, поэтому ей будут возмещены 613 млн евро плюс проценты.
В ноябре 2014 года EDF объявила, что завершение строительства откладывается до 2017 года из-за задержек с поставкой компонентов компанией Areva.
В апреле 2015 года Areva сообщила французскому регулирующему органу ASN, что в стали корпуса реактора были обнаружены аномалии, которые привели к «более низким, чем ожидалось, значениям механической ударной вязкости». Дальнейшие испытания продолжаются; в июле 2015 года Daily Telegraph сообщила, что Areva знала об этой проблеме с 2006 года. 

В июне 2015 года компания ASN обнаружила несколько неисправностей предохранительных клапанов системы охлаждения. 

В сентябре 2015 EDF объявила, что сметные расходы увеличились до 10,5 млрд евро, а запуск реактора отложен до четвертого квартала 2018 года.
В апреле 2016 года ASN объявила, что в стали реактора были обнаружены дефекты; Areva и EDF ответили, что проведут дополнительные испытания, хотя строительные работы будут продолжены.
В феврале 2017 года газета Financial Times сообщила, что проект задерживается на шесть лет, а стоимость превысила бюджет на 7,2 млрд евро. В том же году задержки в строительстве реакторов EPR на АЭС Тайшань побудило EDF заявить, что энергоблок Фламанвиль-3 будет введён в эксплуатацию согласно последнему утверждённому графику до конца 2018 года, при условии получения разрешения регулирующих органов. 

В июне 2017 года французский регулирующий орган вынес предварительное постановление о том, что запуск Flamanville 3 безопасен.
В июле 2018 года компания EDF объявила новый график завершения работ по строительству и пуску блока №3 АЭС "Flamanville". Энергопуск блока по новому графику сдвигается на первый квартал 2020 года. Цена блока составит 10,9 миллиардов евро.
В июне 2019 года регулирующий орган ASN постановил, что восемь дефектных сварных швов в паропроводах, проходящих через двухстенную защитную оболочку, которые EDF надеялись отремонтировать после запуска энергоблока, необходимо отремонтировать до ввода реактора в эксплуатацию. В октябре 2019 года EDF объявила, что из-за этой проблемы расходы вырастут до 12,4 млрд евро, загрузка топлива будет отложена до конца 2022 года, а промышленная выработка электроэнергии начнется не раньше 2023 года.
В декабре 2022 года компания EDF объявила о новой отсрочке ввода третьего блока в эксплуатацию. По новому графику начало эксплуатации перенесено на первый квартал 2024 года, то есть на шесть месяцев позже, чем предполагалось по последнему объявленному в начале 2022 года плану. Соответственно конечная стоимость строительства вырастет до 13,2 миллиарда евро, или на 500 миллионов евро дороже, чем предполагалось ранее. Причиной переноса названа необходимость дополнительных работ, которые оказались сложнее, чем считалось изначально.

## Энергоблоки
| Энергоблок   | Тип реакторов     | Мощность | Мощность | Начало строительства | Физпуск    | Подключение к сети | Ввод в эксплуатацию | Закрытие |
| Энергоблок   | Тип реакторов     | Чистый   | Брутто   | Начало строительства | Физпуск    | Подключение к сети | Ввод в эксплуатацию | Закрытие |
| ------------ | ----------------- | -------- | -------- | -------------------- | ---------- | ------------------ | ------------------- | -------- |
| Фламанвиль-1 | PWR, P’4 REP 1300 | 1330 МВт | 1382 МВт | 01.12.1979           | 29.09.1985 | 04.12.1985         | 01.12.1986          | —        |
| Фламанвиль-2 | PWR, P’4 REP 1300 | 1330 МВт | 1382 МВт | 01.05.1980           | 12.06.1986 | 18.07.1986         | 09.03.1987          | —        |
| Фламанвиль-3 | PWR, EPR          | 1600 МВт | 1650 МВт | 03.12.2007           | 03.09.2024 | 21.12.2024         | —                   | —        |